# Siewert Carlsson
Siewert Fingal Carlsson, ursprungligen Anders Sivert Fingal Karlsson, född 29 december 1946 i Jönköping, är en svensk bokförläggare, journalist, lärare och författare. 
Han har varit verksam vid dåvarande Högskolan i Växjö och därefter under tjugo års tid varit lärare vid Sörängens folkhögskola i Nässjö där han undervisade i skrivande, litteratur, etnologi och psykologi. Numera driver Carlsson bokförlaget Faun Förlag i Västerås.
Hans Skrivarbok – om konsten att skriva prosa, poesi och journalistik med illustrationer av Göran Schultz gavs ut första gången 1999 och har gjorts i flera nya upplagor, sjätte omarbetade upplagan kom 2013. Under 2010 barnboksdebuterade Carlsson tillsammans med sonen Edvin Siewertson och 2012 gav han ut en bok om författaren Ulla Olin. "Som om det fanns en strand" "Framtiden börjar nu. Ett skådespel vid Emåns källor"  utgavs 2015.
"Västeråsgrunkor", redaktör och medförfattare. 2016.